# Westbrook (Kent)
Westbrook – wieś w Anglii, w hrabstwie Kent, w dystrykcie Thanet. Leży 23 km na północny wschód od miasta Canterbury i 105 km na wschód od centrum Londynu. W 2001 miejscowość liczyła 4300 mieszkańców.